# Isòtops del radó
El radó (Rn) té 34 isòtops coneguts. L'isòtop més estable és el 222Rn, el qual és un producte de desintegració del 226Ra, té un període de semidesintegració de 3,823 dies i emet partícules alfa. El 220Rn és un producte de desintegració natural del tori i s'anomena «toró». Té un període de semidesintegració de 55,6 segons i també emet radiació alfa. El 219Rn deriva de l'actini, s'anomena «actinó», és un emissor alfa i té un període de semidesintegració de 3,96 segons.

## Cadena de desintegració
El 222Rn es genera naturalment per desintegració del 238U. Els passos per arribar al T 222Rn (i també els subsegüents productes de desintegració) venen donats per la cadena de desintegració del 238U.

## Nomenclatura antiga
Els isòtops de radó de cadenes de desintegració radioactives de l'actini, el radi i el tori es coneixien com:
- actinó o emanació d'actini : 219Rn
- toró o emanació de tori : 220Rn
- radó o emanació de radi, emanació, emanó, o nitó : 222Rn

## Taula
| Símbol del núclid | Z(p)                | N(n)                | massa isotòpica(u)  | període de semidesintegració | Espín nuclear | composició isotòpics representativa (fracció molar) | rang de variació natural (fracció molar) |
| Símbol del núclid | energia d'excitació | energia d'excitació | energia d'excitació | període de semidesintegració | Espín nuclear | composició isotòpics representativa (fracció molar) | rang de variació natural (fracció molar) |
| ----------------- | ------------------- | ------------------- | ------------------- | ---------------------------- | ------------- | --------------------------------------------------- | ---------------------------------------- |
| 195Rn             | 86                  | 109                 | 195.00544(5)        | 6 ms                         | 3/2-#         |                                                     |                                          |
| 195mRn            | 50(50) keV          | 50(50) keV          | 50(50) keV          | 6 ms                         | 13/2+#        |                                                     |                                          |
| 196Rn             | 86                  | 110                 | 196.002115(16)      | 4.7(11) ms [4.4(+13-9) ms]   | 0+            |                                                     |                                          |
| 197Rn             | 86                  | 111                 | 197.00158(7)        | 66(16) ms [65(+25-14) ms]    | 3/2-#         |                                                     |                                          |
| 197mRn            | 200(60)# keV        | 200(60)# keV        | 200(60)# keV        | 21(5) ms [19(+8-4) ms]       | (13/2+)       |                                                     |                                          |
| 198Rn             | 86                  | 112                 | 197.998679(14)      | 65(3) ms                     | 0+            |                                                     |                                          |
| 199Rn             | 86                  | 113                 | 198.99837(7)        | 620(30) ms                   | 3/2-#         |                                                     |                                          |
| 199mRn            | 180(70) keV         | 180(70) keV         | 180(70) keV         | 320(20) ms                   | 13/2+#        |                                                     |                                          |
| 200Rn             | 86                  | 114                 | 199.995699(14)      | 0.96(3) s                    | 0+            |                                                     |                                          |
| 201Rn             | 86                  | 115                 | 200.99563(8)        | 7.0(4) s                     | (3/2-)        |                                                     |                                          |
| 201mRn            | 280(90)# keV        | 280(90)# keV        | 280(90)# keV        | 3.8(1) s                     | (13/2+)       |                                                     |                                          |
| 202Rn             | 86                  | 116                 | 201.993263(19)      | 9.94(18) s                   | 0+            |                                                     |                                          |
| 203Rn             | 86                  | 117                 | 202.993387(25)      | 44.2(16) s                   | (3/2-)        |                                                     |                                          |
| 203mRn            | 363(4) keV          | 363(4) keV          | 363(4) keV          | 26.7(5) s                    | 13/2(+)       |                                                     |                                          |
| 204Rn             | 86                  | 118                 | 203.991429(16)      | 1.17(18) min                 | 0+            |                                                     |                                          |
| 205Rn             | 86                  | 119                 | 204.99172(5)        | 170(4) s                     | 5/2-          |                                                     |                                          |
| 206Rn             | 86                  | 120                 | 205.990214(16)      | 5.67(17) min                 | 0+            |                                                     |                                          |
| 207Rn             | 86                  | 121                 | 206.990734(28)      | 9.25(17) min                 | 5/2-          |                                                     |                                          |
| 207mRn            | 899.0(10) keV       | 899.0(10) keV       | 899.0(10) keV       | 181(18) µs                   | (13/2+)       |                                                     |                                          |
| 208Rn             | 86                  | 122                 | 207.989642(12)      | 24.35(14) min                | 0+            |                                                     |                                          |
| 209Rn             | 86                  | 123                 | 208.990415(21)      | 28.5(10) min                 | 5/2-          |                                                     |                                          |
| 209m1Rn           | 1173.98(13) keV     | 1173.98(13) keV     | 1173.98(13) keV     | 13.4(13) µs                  | 13/2+         |                                                     |                                          |
| 209m2Rn           | 3636.78(23) keV     | 3636.78(23) keV     | 3636.78(23) keV     | 3.0(3) µs                    | (35/2+)       |                                                     |                                          |
| 210Rn             | 86                  | 124                 | 209.989696(9)       | 2.4(1) h                     | 0+            |                                                     |                                          |
| 210m1Rn           | 1690(15) keV        | 1690(15) keV        | 1690(15) keV        | 644(40) ns                   | 8+#           |                                                     |                                          |
| 210m2Rn           | 3837(15) keV        | 3837(15) keV        | 3837(15) keV        | 1.06(5) µs                   | (17)-         |                                                     |                                          |
| 210m3Rn           | 6493(15) keV        | 6493(15) keV        | 6493(15) keV        | 1.04(7) µs                   | (22)+         |                                                     |                                          |
| 211Rn             | 86                  | 125                 | 210.990601(7)       | 14.6(2) h                    | 1/2-          |                                                     |                                          |
| 212Rn             | 86                  | 126                 | 211.990704(3)       | 23.9(12) min                 | 0+            |                                                     |                                          |
| 213Rn             | 86                  | 127                 | 212.993883(6)       | 19.5(1) ms                   | (9/2+)        |                                                     |                                          |
| 214Rn             | 86                  | 128                 | 213.995363(10)      | 0.27(2) µs                   | 0+            |                                                     |                                          |
| 214mRn            | 4595.4 keV          | 4595.4 keV          | 4595.4 keV          | 245(30) ns                   | (22+)         |                                                     |                                          |
| 215Rn             | 86                  | 129                 | 214.998745(8)       | 2.30(10) µs                  | 9/2+          |                                                     |                                          |
| 216Rn             | 86                  | 130                 | 216.000274(8)       | 45(5) µs                     | 0+            |                                                     |                                          |
| 217Rn             | 86                  | 131                 | 217.003928(5)       | 0.54(5) ms                   | 9/2+          |                                                     |                                          |
| 218Rn             | 86                  | 132                 | 218.0056013(25)     | 35(5) ms                     | 0+            |                                                     |                                          |
| 219Rn             | 86                  | 133                 | 219.0094802(27)     | 3.96(1) s                    | 5/2+          |                                                     |                                          |
| 220Rn             | 86                  | 134                 | 220.0113940(24)     | 55.6(1) s                    | 0+            |                                                     |                                          |
| 221Rn             | 86                  | 135                 | 221.015537(6)       | 25.7(5) min                  | 7/2(+)        |                                                     |                                          |
| 222Rn             | 86                  | 136                 | 222.0175777(25)     | 3.8235(3) d                  | 0+            |                                                     |                                          |
| 223Rn             | 86                  | 137                 | 223.02179(32)#      | 24.3(4) min                  | 7/2           |                                                     |                                          |
| 224Rn             | 86                  | 138                 | 224.02409(32)#      | 107(3) min                   | 0+            |                                                     |                                          |
| 225Rn             | 86                  | 139                 | 225.02844(32)#      | 4.66(4) min                  | 7/2-          |                                                     |                                          |
| 226Rn             | 86                  | 140                 | 226.03089(43)#      | 7.4(1) min                   | 0+            |                                                     |                                          |
| 227Rn             | 86                  | 141                 | 227.03541(45)#      | 20.8(7) s                    | 5/2(+#)       |                                                     |                                          |
| 228Rn             | 86                  | 142                 | 228.03799(44)#      | 65(2) s                      | 0+            |                                                     |                                          |
| 229Rn             | 86                  | 143                 | 229.0426536(141)    | 12 s                         |               |                                                     |                                          |